# Metlička křivolaká
Metlička křivolaká (Avenella flexuosa, resp. Deschampsia flexuosa) je druh lesní trávy z čeledi lipnicovitých.

## Popis
Metlička křivolaká je drobná, vytrvalá, řídce trsnatá tráva s hluboko uloženými oddenky. Čepele listů jsou dlouhé, tence štětinovité, měkké, 0,2 až 0,8 mm široké, na omak hladké nebo slabě drsné. Listové pochvy jsou načervenalé. Stopky klásků v květní latě jsou křivolace zprohýbané a drsné, což je jejím hlavním poznávacím znakem.

## Rozšíření a ekologie
Metlička křivolaká roste zejména ve světlejších jehličnatých lesích, na vřesovištích, pasekách apod., od nížin do hor. Často tvoří souvislé porosty nekvetoucích rostlin. V České republice náleží mezi hojné druhy. Rozšířena je v celé Evropě kromě Islandu a Albánie.
Její přítomnost svědčí o nízké kvalitě půdy a nevhodné skladbě lesního porostu. Z hospodářského hlediska má malý význam. V zimě ji spásá lesní lovná zvěř, někdy bývá pěstována jako okrasná tráva ve stinných parcích a na zahradách.

## Lidové názvy
- hříšná tráva, šmajchl tráva[3]
- Herba erotica[4]